# 完歩
完歩（かんぽ）は、四足歩行の動物の歩幅のこと。

## 馬
馬術では主に障害間での助走距離を調べるときに～（数字）完歩というように使う。
また、各歩法の一連の動作の区切りの単位のことも指す。